# Atletismo nos Jogos Pan-Americanos de 1963 - Salto em distância masculino
A prova do salto em distância masculino nos Jogos Pan-Americanos de 1963 foi realizada em São Paulo, Brasil.

## Medalhistas
| Ouro                            | Prata                           | Bronze                   |
| Ralph Boston USA Estados Unidos | Darrell Horn USA Estados Unidos | Juan Muñoz VEN Venezuela |

## Resultados
| Posição           | Nome             | Nacionalidade      | Marca | Notas |
| ----------------- | ---------------- | ------------------ | ----- | ----- |
| Medalha de ouro   | Ralph Boston     | USA Estados Unidos | 8.11  |       |
| Medalha de prata  | Darrell Horn     | USA Estados Unidos | 8.02  |       |
| Medalha de bronze | Juan Muñoz       | VEN Venezuela      | 7.46  |       |
| 4                 | Roberto Procel   | MEX México         | 7.31  |       |
| 5                 | Newton de Castro | BRA Brasil         | 6.89  |       |
| 6                 | Francisco Grasso | BRA Brasil         | 6.67  |       |